# Corbettia
Corbettia es un género de insectos hemípteros de la familia Aleyrodidae, subfamilia Aleyrodinae. El género fue descrito primero por Dozier en 1934. La especie tipo es Corbettia millettiacola.

## Especies
La siguiente es la lista de especies pertenecientes a este género.
- Corbettia bauhiniae Cohic, 1968
- Corbettia graminis Mound, 1965
- Corbettia grandis Russell, 1960
- Corbettia isoberliniae Bink-Moenen, 1983
- Corbettia lamottei Cohic, 1969
- Corbettia lonchocarpi Bink-Moenen, 1983
- Corbettia millettiacola Dozier, 1934
- Corbettia pauliani Cohic, 1966
- Corbettia tamarindi Takahashi, 1951